# Паїско-Ловено
Паїско-Ловено (італ. Paisco Loveno) — муніципалітет в Італії, у регіоні Ломбардія, провінція Брешія.
Паїско-Ловено розташоване на відстані близько 500 км на північ від Рима, 110 км на північний схід від Мілана, 65 км на північ від Брешії.
Населення — 184 особи (2014).

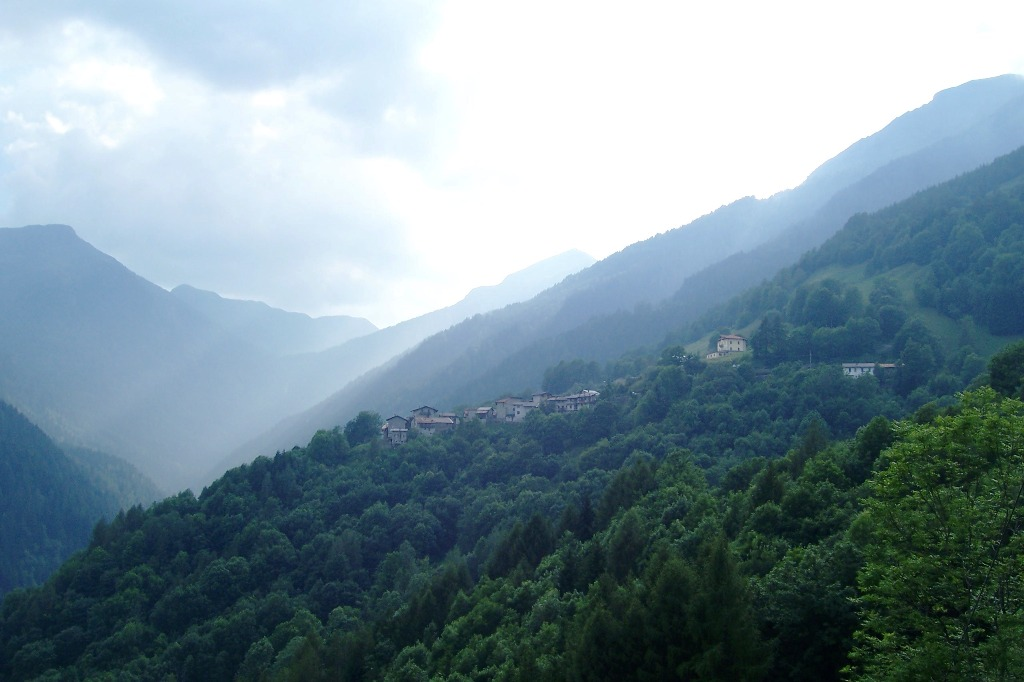

Щорічний фестиваль відбувається 13 червня, 21 лютого. Покровитель — Sant'Antonio da Padova.

## Демографія
Населення за роками:

## Сусідні муніципалітети
- Берцо-Демо
- Капо-ді-Понте
- Червено
- Кортено-Гольджі
- Малонно
- Оно-Сан-П'єтро
- Скільпаріо
- Селлеро
- Тельйо